# Forray Iván
Soborsini gróf Forray Iván (Soborsin, 1817. április 17. – Bécs, 1852. június 27.) császári és királyi kamarás, főrend, festőművész.

## Élete
Forray András és Brunswik Júlia fia volt. Eleinte otthon tanult, majd a bölcseletből 1834-ben, a jogiakból 1835-ben a pesti egyetemen vizsgát tett. 1839-ben mint Szerém vármegye követe Cseh Eduárddal együtt a Zágrábban tartott Horvátország, Szlavónia és Dalmácia közgyűlésén megjelent; ugyanazon évben meghívták a főrendi táblához Pozsonyba. 1840 májusában vége szakadt az országgyűlésnek és még azon évben beutazta Európa nyugati tartományait. 1842 januárjában megkezdte keleti utazását, Alexandriából Szíriába ment, mindenütt jegyzett és rajzolt. Visszatérvén hazájába, ismét a nyugatot látogatta meg, különösen a Rajna vidékét és Párizst. 1842-ben édesanyja átadta neki az apai öröksége egy részét. 1847-ben a család minden tagja grófi rangra emeltetett. 1852-ben ismét nyugatra utazott és meglátogatta a londoni iparkiállítást. Alig tért onnét vissza, megbetegedett, s Bécsben elhunyt. Vele a Forray család kihalt.
Arcképe: kőnyomat, rajzolta Kriehuber 1856-ban, nyomtatta Reiffenstein és Rösch Bécsben, a gr. F. Iván névaláirásával.

## Munkái
- Utazási Album Soborsini gróf Forray Iván eredeti rajzai és jegyzetei szerint. Olaszország. Malta, Egyptom. Kiadta gróf Forray Endréné Brunswik Julia grófnő. Pest, 1859. (A szerző és gróf Nádasdy Tamás arcképével. Császár Ferenc írta hozzá gr. F. Iván életrajzát. Színes kőnyomatú, 40 képpel és iniciálékkal.)